# Faggeta vetusta depressa di Monte Raschio
La faggeta vetusta depressa di Monte Raschio è una faggeta termofila ed un importante sito forestale mesofilo che si trova a Monte Raschio nel comune di Oriolo Romano (VT), nel Lazio, all'interno dell'area naturale protetta del Parco naturale regionale di Bracciano-Martignano. L'area protetta fa parte anche del SIC IT6010034 Faggete di Monte Raschio e Oriolo.
Nel 2017 la faggeta è stata riconosciuta dall'UNESCO come sito patrimonio naturale dell'umanità.
Nel 2019 Rai Cultura, in collaborazione con il MiBAC, ha prodotto un documentario dedicato ai 5 siti italiani iscritti come patrimonio naturale nella lista dei siti UNESCO tra i quali anche la faggeta vetusta depressa di Monte Raschio.

## Storia

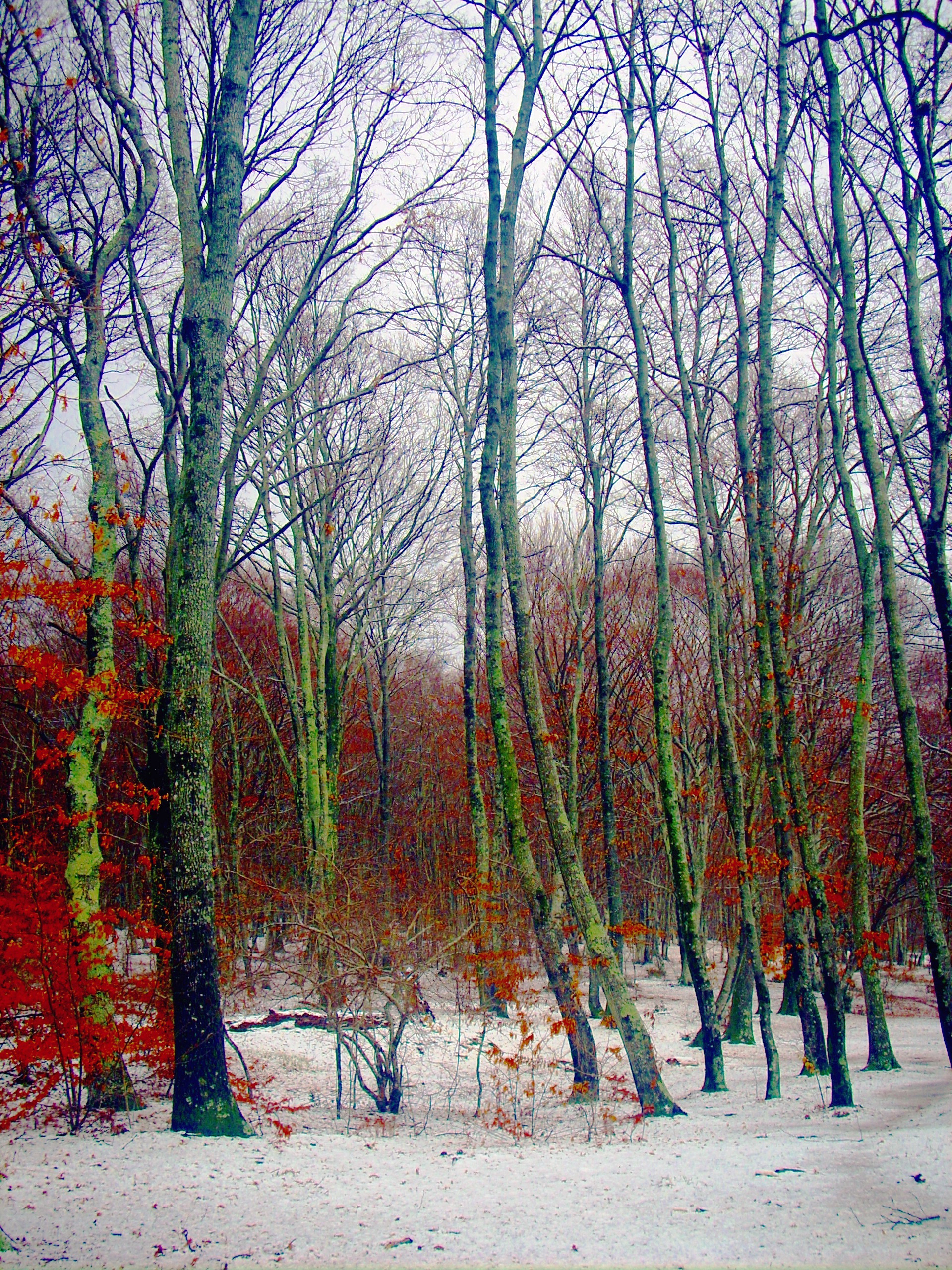

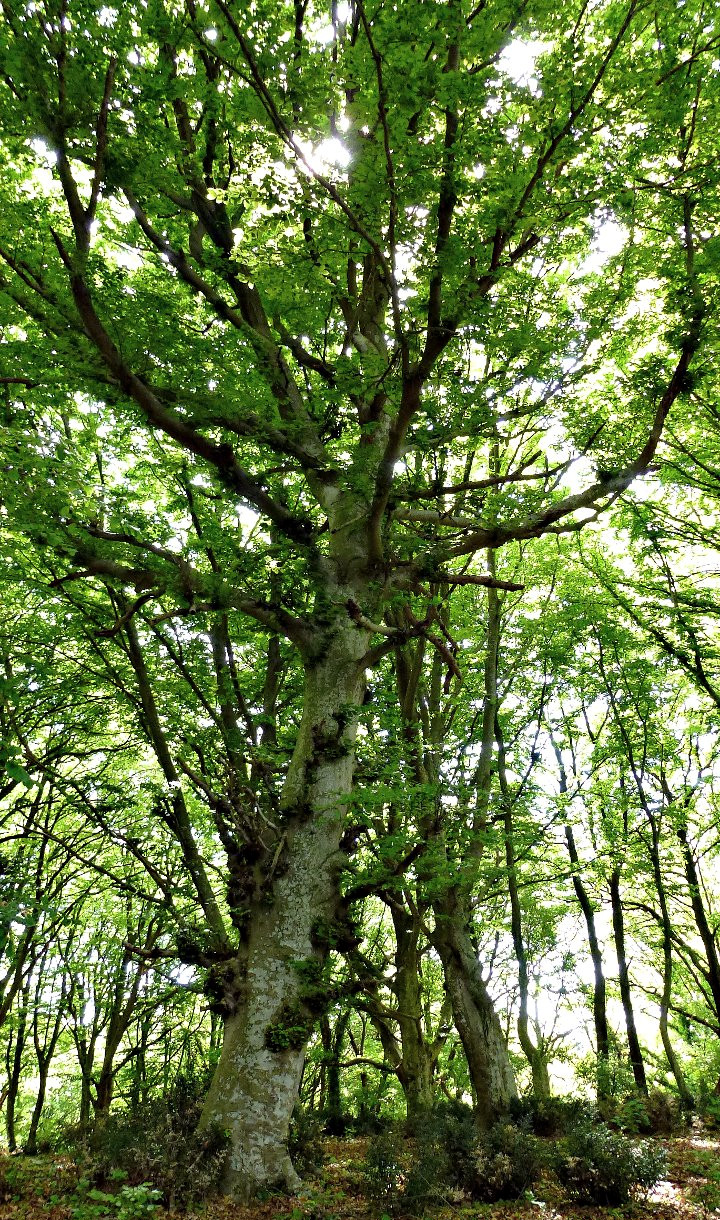
Il faggio del "piccione"

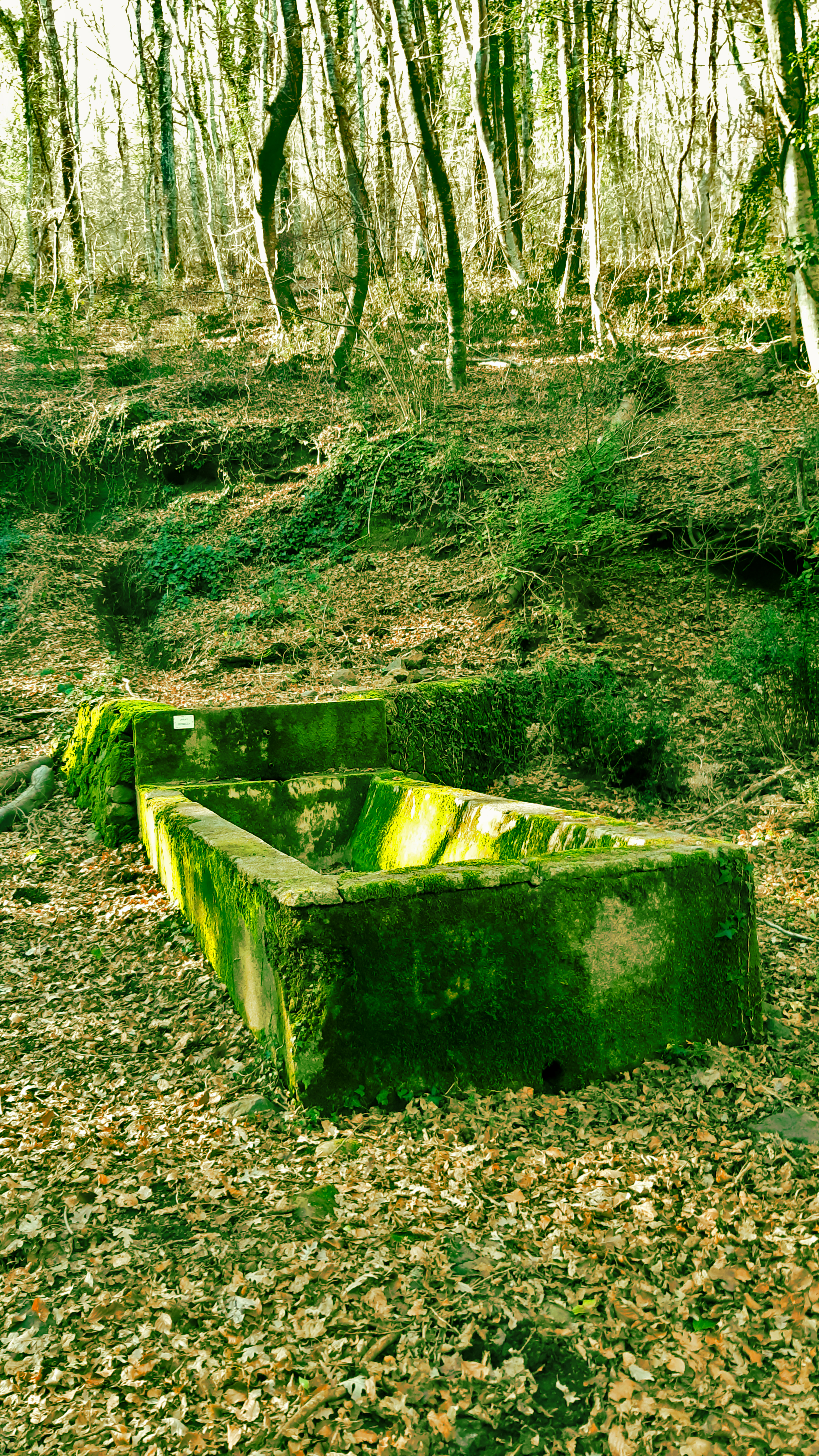
Fonte Petrella

La faggeta, pur trovandosi in un'area dal clima mediterraneo a circa 35 km dal mar Tirreno, grazie alle elevate precipitazioni meteoriche e alle correnti umide provenienti dal limitrofo lago di Bracciano che creano un microclima fresco ed umido, riesce a crescere a quote tra i 440 m s.l.m. e i 552 m s.l.m. molto inferiori rispetto alle faggete degli Appennini che crescono oltre i 900 m s.l.m.. Si tratta di una faggeta relitta sopravvissuta al termine dell’ultima glaciazione del Quaternario che grazie al microclima si è adattata al nuovo clima mediterraneo.
L’abbondanza di acqua nella faggeta è testimoniata già in età romana nella realizzazione di sette bottini per alimentare l’acquedotto Traiano-Paolo. Tra i numerosi faggi secolari presenti nella faggeta va citato il cosiddetto “Faggio del piccione” che cresce nelle vicinanze della vetta di Monte Raschio il cui nome deriva dall'utilizzo dell’albero fatto dagli Altieri in quanto vi avevano posto il richiamo per i piccioni.
Ad ottobre del 1999 le faggete di Oriolo Romano e Bassano Romano, foresta di 712 ha, furono riconosciute SIC IT6010034. A novembre, con l’istituzione del Parco naturale regionale di Bracciano-Martignano il SIC e il complesso demaniale di Monte Raschio entrano a far parte dell’area protetta.
Il 2 febbraio 2015 il SIC fu proposto, dalla delegazione permanente italiana presso l'UNESCO, nella tentative list per l'inclusione tra i siti Patrimonio Mondiale Naturale dell'Umanità (criterio di selezione (IX): "per essere un esempio eccezionale di significativo corso dei processi ecologici e biologici nell'evoluzione e lo sviluppo degli ecosistemi terrestri, di acqua dolce, costieri e marini e le comunità di piante e animali marini".
Nel dicembre 2016 il Ministero dell'ambiente e della tutela del territorio e del mare ha riconosciuto il SIC come Zona Speciale di Conservazione (ZSC).. Il 7 luglio 2017 il World Heritage Committee, riunito a Cracovia, ha riconosciuto la faggeta depressa vetusta di Monte Raschio come sito UNESCO Patrimonio Mondiale Naturale dell'Umanità inserendola nella UNESCO's World Heritage List all'interno del sito seriale Foreste primordiali dei faggi dei Carpazi e di altre regioni d'Europa. Dal riconoscimento venne esclusa l’area SIC della faggeta di monte Termine compresa nel comune di Bassano Romano.

## Territorio
L’area protetta si trova a Monte Raschio nel versante nord-orientale del lago di Bracciano occupato dai Monti Sabatini appartenenti all’Antiappennino laziale, ha una estensione di 74 ha ed una altitudine massima di 552 m s.l.m. (vetta di Monte Raschio) e una minima di 440 m. (fosso Fonte Vitabbia). Si estende per una lunghezza massima di 1,6 km e per una larghezza massima di 1,8 km.
La sua esposizione prevalente è nord-est. La morfologia è accidentata con crinali secondari che delimitano profondi fossi (valloni di Fonte Vitabbia), originatisi dal dilavamento delle acque meteoriche. Il pendio presenta un'alternanza di zone a fortissima pendenza con aree relativamente pianeggianti.
Gli habitat presenti nell'elenco dalla Direttiva Habitat per la determinazione dei siti Natura 2000 sono:
- 9210 Faggeti degli Appennini con Taxus e Ilex (74 ha);
- 9260 Boschi di Castanea sativa (55 ha Buffer Zone).

Durante i primi anni del '900, la zona era stata dichiarata malarica ed interdetta alle popolazioni.
Secondo uno studio per il monitoraggio e la conservazione delle faggete UNESCO iniziato nel 2019 grazie ad un finanziamento della National Geographic Society e condotto dall’Università degli Studi della Tuscia, nella foresta di Monte Raschio sono stati censiti e misurati faggi e cerri da record alti fino a 45 metri, alberi estremamente rari considerato che in tutta Europa sono circa una decina e circostanza unica ed eccezionale considerata la posizione della faggeta vetusta depressa collocata all’estremo caldo-arido nella distribuzione del faggio.

## Accesso
L’accesso alle aree protette del sito UNESCO e al SIC avviene nel rispetto delle norme dettate dall'Ente parco ed è consentito agli escursionisti, mtb e cavallo, mentre è vietato ai mezzi di trasporto a motore. Per godere delle bellezze di questa faggeta è possibile seguire i seguenti itinerari.
- Sentiero Monte Raschio CAI 175C. Dal centro del paese seguendo un facile percorso escursionistico di 8 km, è possibile arrivare alla vetta di Monte Raschio;[13]
- Sentiero Fonte Petrella CAI 175D. Il sentiero conduce a Fonte Petrella;[14]
- Ciclovia dei boschi. Partendo dalla stazione ferroviaria seguendo un facile percorso MTB che attraversa le faggete di Monte Raschio e Monte Termine si giunge dopo 18 km a Trevignano Romano.[15]

## Ambiente

### Flora
Essenze arboreeIl bosco di Faggio (Fagus) è circondato da altri boschi che coprono una superficie di 55 ha e rappresentano la zona “cuscinetto” comprendente rimboschimenti di conifere e boschi di altre latifoglie: Su alcune grosse piante di faggio sono stati trovati funghi di fomes fomentarius, un saprofita delle latifoglie, in grado di degradare molto rapidamente il legno e nei casi più gravi di marciume, la pianta cade ad opera del vento; nella pineta è presente la processonaria.
- Castagno (Castanea), versante sud
- Cerro (Quercus cerris), versante sud, di proprietà della Università agraria di Oriolo Romano
- Pino domestico (Pinus pinea), versante nord-ovest
- Pino di Monterey (Pinus radiata D.Don), versante nord-ovest

In questi boschi “cuscinetto” si trovano anche:
- Acero campestre (Acer campestre)
- Carpino bianco (Carpinus betulus)
- Leccio (Quercus ilex)

SottoboscoIl sottobosco è costituito da orchidaceae, muschi, arbusti, funghi ma anche piante appartenenti a generi arborei che, per l'assenza di spazio e luce, rimangono ad uno stato di alberello. A causa dell'innalzamento della temperatura media massima nei mesi estivi e della contemporanea diminuzione degli apporti pluviometrici e della umidità relativa dell'aria, muschi e licheni tendono a scomparire dal sottobosco.
- Aglio pendulo (Allium pendulinum)
- Anemone dell'Appennino (Anemone apennina)
- Agrifoglio (Ilex aquifolium)
- Biancospino (Crataegus monogyna)
- Capelvenere (Adiantum capillus-veneris)
- Billeri celidonia (Cardamine chelidonia)
- Cefalantera maggiore (Cephalanthera longifolia)
- Ciclamino (Cyclamen)
- Clematide (Clematis vitalba)
- Concordia (Dactylorhiza maculata)
- Digitale gialla piccola (Digitalis lutea)
- Edera comune (Hedera helix)
- Nido d'uccello (Neottia nidus-avis)
- Felce florida (Osmunda regalis)
- Fragola di bosco (Fragaria vesca)
- Giglio rosso (Lilium bulbiferum)
- Laureola (Daphne laureola)
- Narciso selvatico (Narcissus poeticus)
- Pulmonaria vallarsae A.Kern. (Pulmonaria vallarsae A.Kern.)
- Pungitopo (Ruscus aculeatus)
- Sanguinella (Cornus sanguinea)
- Sanicola o erba fragolina (Sanicula Europaea)
- Ranuncolo (Ranunculus ficaria)
- Rovo (Rubus ulmifolius)
- Tamaro (Dioscorea communis)

### Fauna
Mammiferi. La popolazione di mammiferi risulta particolarmente significativa per la presenza di:
- Cinghiale (Sus scrofa)
- Donnola (Mustela nivalis)
- Gatto selvatico (Felis sylvestris)
- Ghiro (Glis glis)
- Istrice (Hystrix cristata)
- Lupo (Canis lupus italicus)
- Martora (Martes martes)
- Moscardino (Muscardinus avellanarius)
- Pipistrello (Barbastella barbastellus)
- Riccio comune (Erinaceus europaeus)
- Scoiattolo comune (Sciurus vulgaris)
- Tasso (Meles meles)
- Volpe (Vulpini)

Uccelli
- Allocco (Strix aluco)
- Civetta (Athene noctua)
- Cuculo (Cuculus canorus)
- Gufo comune (Asio otus)
- Nibbio bruno (Milvus migrans)
- Picchio rosso minore (Dryobates minor)
- Zigolo nero (Emberiza cirlus)

Insetti
- Cerambice del faggio (Rosalia alpina)

Rettili
- Cervone (Elaphe quatuorlineata)
- Tartaruga di terra (Testudo hermanni)